# Paperino e le carte perdute di Colombo
Paperino e le carte perdute di Colombo è una storia a fumetti scritta e disegnata da Don Rosa nel 1995; è un seguito della storia di Carl Barks Paperino e il cimiero vichingo.

## Trama
Gastone vince un viaggio in Terranova grazie ad una lotteria, e viene accompagnato da Paperino. Qui, Quo e Qua si recano in Nuova Scozia per analizzare il primo manuale delle Giovani Marmotte e lì trovano quattro mappe: le carte perdute di Colombo. Nel frattempo Gastone, su un battello con Paperino, pesca l'elmo d'oro di Olaf l'Azzurro, il primo uomo a mettere piede in America molti secoli prima di Colombo. A bordo del battello si trova, in veste di guida, Azure Blue, che brama di possedere l'elmo perché, in quanto discendente di Olaf e possessore del cimiero, potrebbe diventare padrone del Nord America. Soltanto la dimostrazione dell'arrivo in America di qualcun altro prima di Olaf può rendere il possesso dell'elmo inutile.
Una delle mappe di Qui, Quo e Qua rivela la scoperta dell'isola di Anticosti, sul golfo del San Lorenzo, fatta da un certo monaco Brendan. Ad Anticosti si recano molte persone bramose di potere e tra queste l'ex avvocato di Azure Blue nella storia del cimiero vichingo: Silvester J. Sharkey, il quale ruba a Paperino una croce del monaco Brendan. Qui Quo e Qua decifrano l'ultima mappa e scoprono che un esploratore cinese è arrivato in America prima di Brendan, e più precisamente a Teotihuacan. Blue, Sharkey, Paperino, Qui, Quo e Qua vi si recano.
Paperino e i nipoti seguono una guida, che li conduce in un luogo trovato pochi giorni prima dove si trova una ruota portata dall'esploratore cinese. Essa viene però rubata da Blue e Sharkey, di nuovo alleati; intanto ai nipotini viene in mente che Colombo, nei suoi appunti, scrisse che alcune mappe in pelle non furono copiate dall'originale biblioteca di Alessandria (vedi Zio Paperone e i guardiani della biblioteca perduta). Così dopo essersi recati alla tomba di Cleopatra, ad Alessandria d'Egitto, trovano una mappa in pelle. La mappa rivela che due galee fenicie furono dirottate e giunsero in una fredda terra; una restò lì e disegnò la mappa mentre l'altra ritornò a Cartagine.
Nel frattempo, mentre Blue e Sharkey si stanno godendo una vacanza in un grand hotel, vengono a sapere che i paperi stanno compiendo degli scavi in un luogo designato da una mappa fenicia: l'attuale Cape Cod. Rifornitisi d'armi, intendono distruggere la nave trovata grazie agli scavi dei paperi, ma scoprono che è emersa anche una mappa degli indiani Adena che rivela l'arrivo dei fenici in America prima dell'esploratore cinese, e così la rubano, lasciando la ruota. Durante una conferenza indetta dal duo in qualità di futuri padroni del Nord America, uno sconosciuto sostiene che la mappa non è altro che una mappa degli Adena, e che i Fenici non scesero mai vivi dalla nave; lo sconosciuto non è altri che Paperino e un nipote travestiti insieme. Così, riavuta la mappa, l'America è salva (anche perché Blue e Sharkey vengono arrestati per non poter pagare il soggiorno al grand hotel). Alla fine i nipotini scoprono anche che la mappa rivelava che gli Adena avevano scoperto un "Nuovo Mondo", ovvero l'Europa.

## D.U.C.K.
Il D.U.C.K. (Dedicated to Uncle Carl by Keno, ovvero dedicato a zio Carl, Barks, da Keno, che è uno dei nomi di Don Rosa) si trova in un quadro, in alto a destra nella prima tavola.

## Sequel
La storia riprende fatti e personaggi da Paperino e il cimiero vichingo, la quale ha un altro sequel: Topolino e l'imperatore d'America di Massimo De Vita.